# Vidua funerea
La vedova fosca o combassù nero (Vidua funerea (De Tarragon, 1847)) è un uccello passeriforme della famiglia Viduidae.

## Etimologia
Il nome scientifico della specie, funerea, è un riferimento alla livrea dei maschi in amore: il loro nome comune altro non è che una traduzione di quello scientifico.

## Descrizione

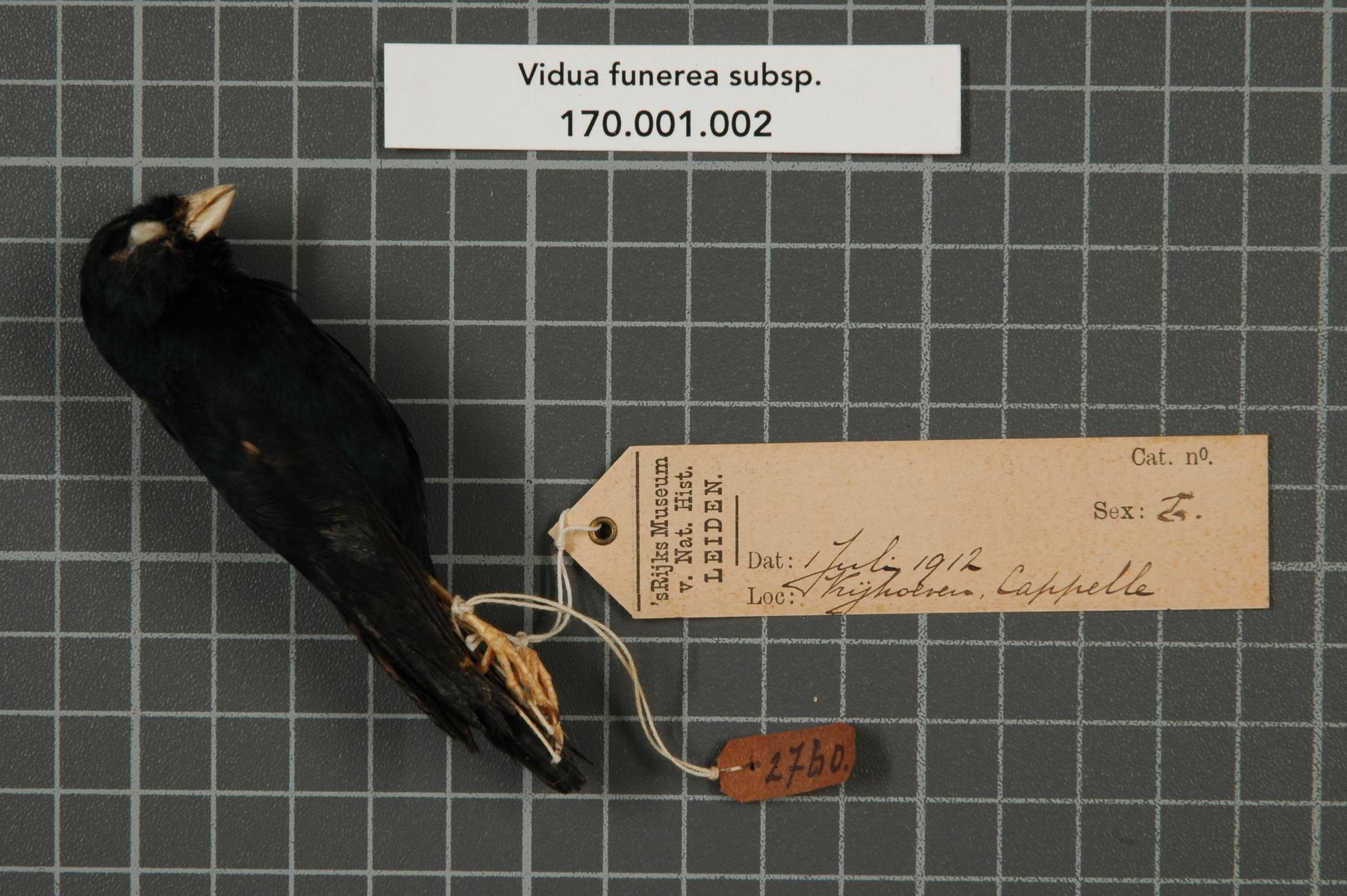
Visione laterale di maschio impagliato.

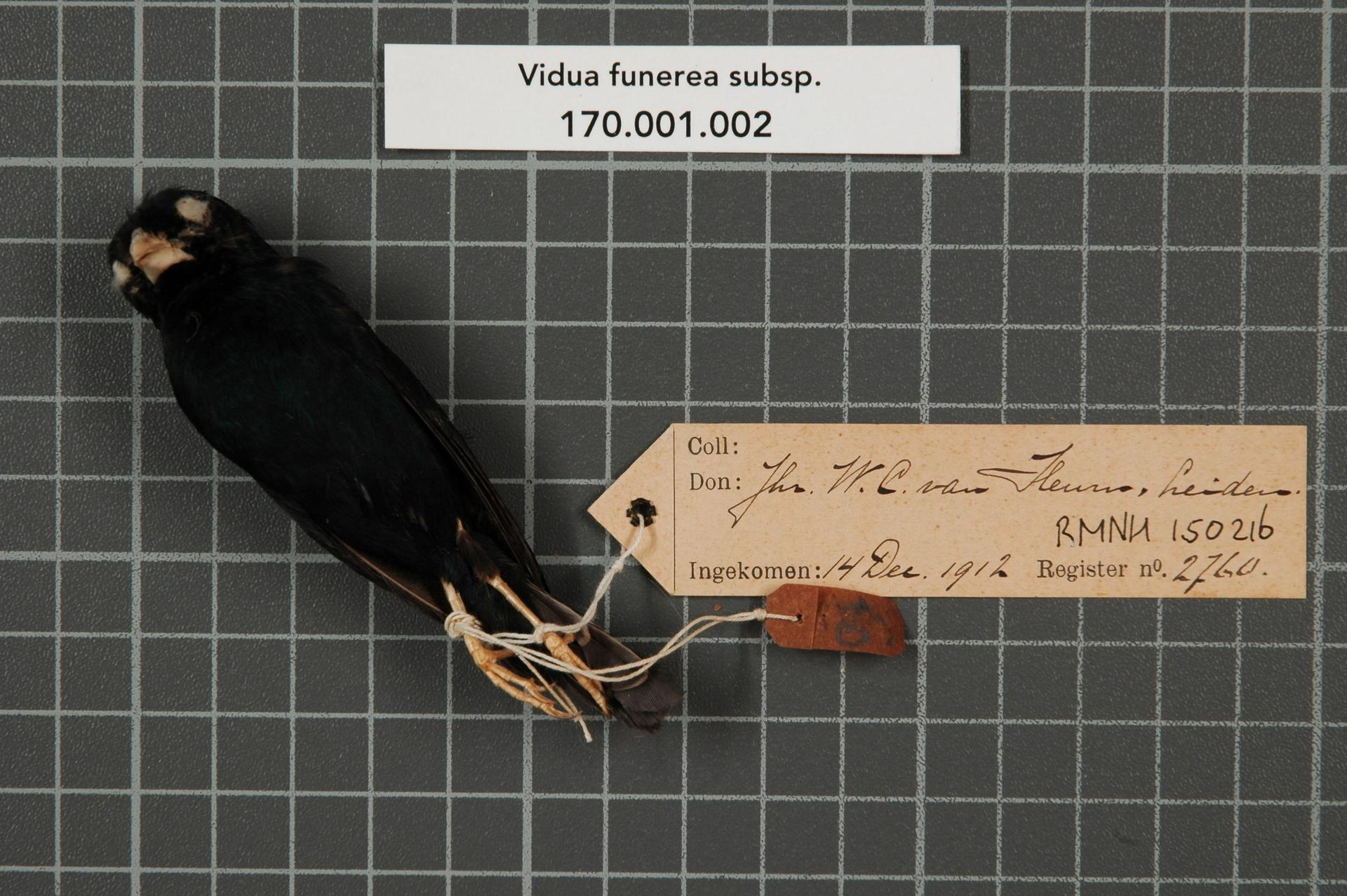
Visione ventrale di maschio impagliato.

### Dimensioni
Misura 10–11 cm di lunghezza, per 11-19 g di peso.

### Aspetto
Si tratta di uccelli dall'aspetto slanciato, muniti di testa arrotondata, becco forte e conico, ali appuntite e coda dalla punta squadrata: nel complesso, il combassù purpureo è molto simile al combassù del Senegal, rispetto al quale (e ciò vale per i maschi, mentre le femmine delle due specie sono praticamente indistinguibili) mostra meno sfumature metalliche nel piumaggio.
La livrea mostra dicromatismo sessuale: i maschi, infatti, come intuibile sia dal nome comune che dal nome scientifico, presentano livrea nuziale interamente nera, con presenza di sfumature metalliche bluastre o purpuree su dorso e area ventrale, mentre le remiganti tendono al bruno-giallastro ed i fianchi presentano una macchia bianca, che diventa visibile solo quando l'animale dispiega le ali.

Le femmine mancano totalmente del nero nella livrea: esse presentano infatti dorso di colore bruno-rossiccio (più scuro su ali e coda) e gola e area ventrale di colore bianco-grigiastro (più chiaro e nitido su cloaca e sottocoda), mentre la testa, di colore chiaro, è attraversata da bande di colore bruno scuro su fronte e guance.

In ambedue i sessi gli occhi sono di colore bruno scuro e becco e zampe presentano colorazione uguale nei sessi (seppur meno vivida nelle femmine rispetto ai maschi) ma differente nelle varie popolazioni: gli uccelli della porzione settentrionale dell'areale presentano becco di colore grigio-biancastro e zampe di colore carnicino, mentre quelli della porzione meridionale mostrano becco bianco-rosato e zampe di colore carnicino-arancio.

## Biologia
Le vedove fosche sono uccelli dalle abitudini di vita essenzialmente diurne, che passano la maggior parte della giornata alla ricerca di cibo ed acqua  coprendo anche buone distanze, muovendosi in stormi misti assieme ad altre specie di estrildidi e ploceidi, ritirandosi poi all'imbrunire in posatoi ben nascosti fra il fogliame per passare la notte.

### Alimentazione
Questi uccelli mostrano dieta essenzialmente granivora, la cui dieta è composta in massima parte da semi di piante erbacee che vengono rinvenuti principalmente al suolo, ma comprende in misura assai minore anche altri alimenti di origine vegetale (piccole bacche e frutti, germogli e foglioline tenere), oltre che cibi di origine animale quali insetti ed altri piccoli invertebrati.

### Riproduzione
La stagione riproduttiva coincide con la fase finale della stagione delle piogge e con quella delle specie bersaglio, estendendosi da gennaio a maggio: questi combassù mostrano infatti parassitismo di cova nei confronti dell'amaranto becco blu.
I maschi corteggiano le femmine con parate anche elaborate, che comprendono richiami metallici da posatoi in evidenza ed arruffamento delle penne: dopo l'accoppiamento esse depongono di nascosto all'interno dei nidi delle specie parassitate 2-4 uova (nutrendosi di un numero di uova identico a quello deposto per mantenere la corrispondenza numerica), per poi allontanarsi.

I pulli schiudono a circa due settimane dalla deposizione: essi nascono ciechi ed implumi, e presentano caruncole ai lati della bocca e disegno golare identici a quelli dei fratellastri, risultando quindi da essi indistinguibili. I pulli seguono il ciclo di crescita della specie parassitata (involo a tre settimane dalla schiusa, indipendenza a un mese e mezzo di vita), continuando a convivere con la specie parassitata (della quale imitano i richiami per imprinting) condividendo gli stormi di appartenenza.

## Distribuzione e habitat
Il combassù funereo, sebbene con areale discontinuo, popola una vasta porzione dell'Africa centrale e meridionale che comprende il Kenya centro-occidentale, la fascia costiera di Tanzania e Mozambico settentrionale, l'area dei Grandi Laghi fra Tanzania occidentale e Malawi, la zona di confine fra Katanga, Zambia e Angola (del quale occupa anche la porzione centro-occidentale) e buona parte del Sudafrica orientale (Swaziland compreso).
L'habitat di questi uccelli è rappresentato dal limitare delle foreste umide di pianura e montagna, dalle radure nelle foreste e dalla foresta a galleria: essi si dimostrano inoltre piuttosto tolleranti alla presenza umana, potendo essere facilmente osservati anche sui bordi delle strade che attraversano la foresta, oltre che in giardini e parchi alberati suburbani.

## Tassonomia
Se ne riconoscono due sottospecie:
- Vidua funerea funerea (De Tarragon, 1847) – diffusa nella porzione meridionale dell'areale occupato dalla specie (a sud del Limpopo);
- Vidua funerea nigerrima (Sharpe, 1871) – diffusa nella porzione settentrionale dell'areale occupato dalla specie.

La sistematica della specie è piuttosto tormentata ed ancora piuttosto dubbia: in passato considerata una sottospecie del combassù del Senegal, dopo esserne stata segregata ed elevata al rango di specie a sé stante, ha visto a sua volta scorporate ed elevate a specie numerose popolazioni (le attuali V. wilsoni, V. nigeriae, V. camerunensis e V. codringtoni), dalle quali differisce per dimensioni, colorazione, specie parassitate o anche a libello genetico, vivendo in simpatria e non ibridandosi con esse nelle zone in cui il loro areale viene a sovrapporsi. Mentre alcuni autori proporrebbero di elevare al rango di specie a sé stante anche la sottospecie nigerrima, altri riterrebbero invece giusto l'accorpamento alla specie di alcune popolazioni di combassù di incerta collocazione della provincia di Bandundu e, col rango di sottospecie, della vedova purpurea: le presunte sottospecie lusituensis e sorora si sono invece dimostrate sinonimi di V. codringtoni e V. camerunensis.